# Paquita Salas
Paquita Salas è una webserie spagnola creata e diretta da Javier Calvo e Javier Ambrossi. È una serie comica che è stata pubblicata in anteprima attraverso la piattaforma Flooxer del gruppo Atresmedia. Grazie alle numerose visualizzazioni nel web, la serie è stata trasmessa anche su Neox, canale della stessa azienda televisiva. A ottobre 2017, Netflix ha acquistato i diritti della serie, diventando una di quelle in esclusiva sulla piattaforma. Inoltre, ha anche rinnovato la serie per una seconda stagione, che è stata pubblicata il 29 giugno 2018 ed è prodotta da Apache Film, al posto di DMNTIA.

## Trama
Paquita Salas è una delle migliori agenti di spettacolo degli anni '90, ma dopo l'addio dell'attrice più famosa e importante per lei, il suo mondo vacilla. Allora si mette alla ricerca disperata di un nuovo talento, insieme a Magüi, la sua inseparabile assistente, e Álex, un fattorino che finirà come parte integrante della famiglia, fidanzandosi con Magüi. Una ricerca che le farà scoprire l'importanza del suo ruolo nella professione e nel mondo.

## Episodi
| Stagione         | Episodi | Pubblicazione Spagna | Pubblicazione Italia |
| ---------------- | ------- | -------------------- | -------------------- |
| Prima stagione   | 5       | 2016                 | 2018                 |
| Seconda stagione | 5       | 2018                 | 2018                 |
| Terza stagione   | 6       | 2019                 | 2019                 |

## Distribuzione
La prima stagione della serie è stata pubblicata in Spagna dal 6 luglio al 25 ottobre 2016 sulla piattaforma Flooxer, mentre la seconda è stata resa disponibile il 29 giugno 2018 su Netflix in tutti i paesi in cui il servizio è disponibile. Inoltre, la serie è stata rinnovata per una terza stagione, prevista per il 2020.
In Italia, la serie viene pubblicata dal 15 maggio 2018 da Netflix.

## Premi e riconoscimenti
- 2016 - Premio Cosmopolitan 
  - Miglior serie televisiva
- 2017 - Premio Feroz
  - Miglior commedia
  - Miglior attore protagonista a Brays Efe
  - Miglior attrice non protagonista a Belen Cuesta